# Cerebro
Cerebro è una tecnologia immaginaria dei fumetti degli X-Men.

## Descrizione
Cerebro viene progettato e costruito dal professor Charles Xavier e Erik Lehnsherr, due potenti mutanti dotati rispettivamente di poteri telepatici e magnetici, al fine di localizzare e identificare ogni forma di vita sulla Terra, in particolare gli altri mutanti come loro.
Situata nei sotterranei della X-Mansion, la scuola privata per giovani dotati in realtà luogo di addestramento e rifugio per giovani mutanti emarginati, la tecnologia di Cerebro, che amplifica i poteri telepatici di Xavier, viene potenziata da Bestia, grande genio scientifico e importante membro della formazione degli X-Men.

## Altre apparizioni

### Cinema
- X-Men
- X-Men 2
- X-Men - L'inizio
- X-Men - Giorni di un futuro passato
- X-Men - Apocalisse
- Deadpool 2
- X-Men - Dark Phoenix

### Televisione
- X-Men
- Insuperabili X-Men
- X-Men: Evolution
- Wolverine e gli X-Men
- Black Panther
- Legion